# Ugiertowo
Ugiertowo (niem. Augarshof) – osada w Polsce położona w województwie warmińsko-mazurskim, w powiecie kętrzyńskim, w gminie Kętrzyn, w sołectwie Salpik.
W latach 1975–1998 miejscowość administracyjnie należała do województwa olsztyńskiego.
W roku 2000 we wsi było 8 mieszkańców.